# Río Sotillo (afluente del Bembézar)
El río Sotillo, también llamado en algunas fuentes arroyo del Sotillo, es un río del suroeste de la península ibérica, perteneciente a la cuenca hidrográfica del Guadalquivir, que discurre por las provincias de Badajoz y Sevilla (España). 

## Curso
El río Sotillo nace en la Campiña Sur de Badajoz, cerca de la población de Reina. Realiza un recorrido en sentido oeste-este a lo largo de unos 35 km a través de los términos municipales de Fuente del Arco, Guadalcanal y Valverde de Llerena hasta su desembocadura en el río Bembézar en el término de Azuaga. Durante varios kilómetros dibuja el límite entre Andalucía y Extremadura. 

## Fauna
El tramo extremeño del río Sotillo, desde su nacimiento hasta el embalse de Azuaga, ha sido designado "tramo sin muerte" por la Junta de Extremadura, por lo que se deben devolver vivos los peces capturados de las categorías de interés regional, interés natural u otras especies que así figuren en su régimen especial.
Entre las especies presentes en el Sotillo destacan el calandino, la pardilla y la colmilleja.